# 佐世保市立広田中学校
佐世保市立広田中学校（させぼしりつ ひろだちゅうがっこう）は、長崎県佐世保市重尾町（しげおちょう）にある公立の中学校。

## 概要
歴史
佐世保市立早岐中学校から分離する形で1991年（平成3年）に開校した。生徒数は490（2021年（令和3年）度）。2021年（令和3年）に創立30周年を迎えた。
校訓
「賢く 優しく 逞しく」
校章
山、川、2羽の白鷺を組み合わせたものを背景にして中央に「中」の文字を置いている。
校歌
作詞は本間眞一、作曲は小川源による。歌詞は3番まであり、各番に校名の「広田中学校」が登場する。また、混声四部合唱である。

## 沿革
- 1991年（平成3年）
  - 4月1日 - 佐世保市立早岐中学校から分離する形で「佐世保市立広田中学校」（現校名）が開校。
  - 4月27日 - 開校式を挙行。校旗を制定。
  - 5月 - 牛乳給食を開始。
  - 11月 - 校歌を制定。
- 2002年（平成14年）4月1日 - 校区の改定により、権常寺町、権常寺一丁目を佐世保市立早岐中学校区に移管。
- 2006年（平成16年）4月1日 - 2学期制を導入。
- 2013年（平成25年）9月 - 完全給食を開始。
- 2017年（平成29年）4月 - 佐世保市立広田小学校の児童数の急増により、小学6年生のための校舎を佐世保市立広田中学校の敷地内に新たに建設[6]。
  - 2016年（平成28年）に改正された学校教育法にもとづき佐世保市立広田小学校との小中一貫教育を長崎県内では初めて開始[7][8]。

## 教育方針
（令和2年度）
『小事が大事』
- 大事は、小さなことの積み重ね。些細なことをおろそかにしてはならない。

- 機動力の積みねこそ、やがて大きな教育力に結び付く。

## 学校行事
行事カレンダー

## 通学区域
- 佐世保市のうち

「重尾町（しげおちょう）、浦川内町（うらがわちちょう）、広田町（ひろだちょう）、広田（ひろた）一丁目、広田二丁目、広田三丁目、広田四丁目、中原町（なかはらちちょう）、崎岡町（さきおかちょう）、ハウステンボス町（はうすてんぼすまち）の一部」

## 進学前小学校
- 佐世保市立広田小学校

## 周辺の主な施設
- 長崎県立佐世保東翔高等学校
- 佐世保市立広田小学校
- 佐世保市消防局東消防署
- 佐世保広田郵便局
- セブン-イレブン 佐世保広田１丁目店
- マックスバリュ 早岐店

## 交通
最寄りの鉄道駅
- JR九州 大村線「早岐駅」

最寄りのバス停
- 西肥バス「広田中学校前」バス停

最寄りの幹線道路
- 長崎県道222号平瀬佐世保線

## 関係者

### 出身者
- TAKAHIRO (歌手)